# Качур Роман Володимирович
Рома́н Володи́мирович Ка́чур (нар. 25 вересня 1984, Суми) — полковник Збройних сил України, начальник Національної академії сухопутних військ імені гетьмана Сагайдачного (з 2025). Учасник російсько-української війни. Герой України (2022), лицар ордена Богдана Хмельницького трьох ступенів.

## Життєпис
Роман Качур народився в Сумах.
2005 року закінчив Сумський військовий інститут ракетних військ і артилерії.
У 2014—2018 роках служив начальником артилерії 81-ї окремої аеромобільної бригади Збройних сил України.
У березні 2018 року призначений командиром 55-ї окремої артилерійської бригади «Запорізька Січ».
19 січня 2025 року призначений начальником Національної академії сухопутних військ імені гетьмана Сагайдачного.

## Нагороди
- Звання Герой України з врученням ордена «Золота Зірка» (12 травня 2022) — за особисту мужність і самовіддані дії, виявлені у захисті державного суверенітету та територіальної цілісності України[4].
- Орден Богдана Хмельницького I ст. (31 березня 2022) — за особисту мужність і самовіддані дії, виявлені у захисті державного суверенітету та територіальної цілісності України, вірність військовій присязі[5].
- Орден Богдана Хмельницького II ст. (18 березня 2022) — за особисту мужність і самовіддані дії, виявлені у захисті державного суверенітету та територіальної цілісності України, вірність військовій присязі[6][7].
- Орден Богдана Хмельницького III ст. (25 квітня 2016) — за особисту мужність і високий професіоналізм, виявлені у захисті державного суверенітету та територіальної цілісності України, вірність військовій присязі[8].